# Mudiriyya
Una mudiriyya (àrab: مديرية, mudīriyya) és una divisió administrativa egípcia i sudanesa regida per un mudir o ‘director’; en aquest sentit també es podria anomenar «direcció» o mudirat, tot i que sovint s'ha traduït per província. S'emprà a Egipte i al Sudan angloegipci, així com al Iemen. La mudiriyya es dividia en màrkazs o districtes.

## Egipte
Les províncies o mudiriyyes foren creades per Muhàmmad Alí el 1813, quan va organitzar l'estructura administrativa del país. Inicialment n'existiren set, però el nombre fou modificat diverses vegades.
Actualment Egipte compta, des de 2008, amb 29 províncies, després que aquell any en fossin creades dues de noves; tanmateix ja no són anomenades mudiriyyes sinó muhàfadhes. Abans, cap al 1995, Luxor i Qena es van separar formant Luxor la vint-i-setena mudiriyya; en 1984 el Sinaí es va dividir en dues mudiriyyes, Sinaí del nord i Sinaí del Sud i el 1963 Ismaïlia es va separar de Port Said.